# Saab JAS 39 Gripen
SAAB JAS 39 «Грипен» (швед. Saab JAS 39 Gripen) — шведский многоцелевой истребитель четвёртого поколения, разработанный компанией СААБ Авионикс. JAS расшифровывается как Jakt — истребитель, Attack — штурмовик, Spaning — разведчик, «Gripen» означает «Грифон».
С 1997 года состоит на вооружении ВВС Швеции. По состоянию на 2011 год эксплуатируется за рубежом в ВВС Венгрии, Чехии, ЮАР и Таиланда. Также 1 двухместный JAS 39D используется английской авиашколой Empire Test Pilots’ School (ETPS) для совершенствования подготовки лётчиков-испытателей.

## История создания
Многоцелевой истребитель Gripen создавался, начиная с середины 1980-х годов, для обороны Швеции — возникла потребность в истребителе нового поколения, созданном на качественно новом уровне, который мог бы одновременно быть перехватчиком, разведчиком и ударным самолётом. В концепции истребителя изначально закладывалась гибкость: новый истребитель должен был иметь возможность действовать с плохо подготовленных аэродромов и иметь укороченный взлёт, быть удобным и простым в обслуживании, обладать высоким временем наработки элементов на отказ и максимально оптимизирован для ведения боевых действий в условиях Швеции.
Финансирование по созданию истребителя началось в 1980 году, тактико-технические требования утверждены в 1981 году, и в 1982 году правительство Швеции приняло решение развернуть полномасштабную программу создания истребителя под названием JAS-39. В 1985 году начались испытания двигателя, 26 апреля 1987 года состоялась выкатка первого опытного истребителя «39-1», и 9 декабря 1988 года Gripen впервые поднялся в воздух.
В ходе программы испытаний возникла обеспокоенность по поводу авионики самолета, в частности, электродистанционной системы управления полетом (ЭДСУ), а также слабой устойчивости самолёта. 2 февраля 1989 года эта проблема привела к крушению прототипа во время попытки приземления в Линчёпинге; летчик-испытатель Ларс Родестрём сломал локоть. Причиной крушения была названа продольная раскачка самолёта, вызванная проблемами с системой управления по тангажу. В ответ на катастрофу Saab и американская фирма Calspan внесли в самолет модификации программного обеспечения. Для проверки этих улучшений использовался модифицированный учебный самолёт Lockheed NT-33A, что позволило возобновить летные испытания через 15 месяцев после аварии. 8 августа 1993 года серийный самолёт с бортовым номером 39102 был потерян в результате аварии на воздушном показе Стокгольмского фестиваля воды. Летчик-испытатель Родестрем потерял управление самолётом во время разворота на малой высоте, двигатель заглох, что вынудило его катапультироваться. Позже компания Saab обнаружила, что проблема заключалась в чрезмерном усилении быстрых  команд, вводимых пилотом ручкой управления. Последовавшее за этим расследование и исправление недостатков еще больше задержали испытательные полеты на несколько месяцев, которые возобновились в декабре 1993 года.  Второй прототип «39-2» поднялся в воздух в 1990 году, в этом же году начались испытания прототипов «39-4» и «39-3» и в 1991 году взлетел последний прототип опытной серии. В 1992 году в воздух поднялся первый серийный JAS-39А с заводским номером 39101, также включившийся в испытания. Все НИОКР по программе были завершены в конце 1996 года — к этому времени шесть машин, задействованных в испытаниях, выполнили более 1800 полётов, налетав 2300 часов. 

## Конструкция
Самолёт выполнен по аэродинамической схеме «Утка» со среднерасположенным треугольным крылом. Планер самолёта создан с учётом снижения радиолокационной заметности: 30 % корпуса изготовлено из композитов.
Имеет один двухконтурный турбореактивный двигатель Volvo Aero RM-12, разработанный на базе General Electric F404., два S-образных воздухозаборника.
На модификации JAS 39E/F применяется двигатель General Electric F414 , обеспечивающий сверхзвуковую скорость полёта M = 1,1 с боевой нагрузкой без включения форсажного режима.

## Модификации
- JAS 39A — первая серийная.
- JAS 39B — двухместная.
- JAS 39C — одноместная модернизированная, с возможностью дозаправки в воздухе.
- JAS 39D — двухместная модернизированная.
- JAS 39NG — демонстратор технологий.
- JAS 39E/F — модернизированный, нового поколения, с АФАР, новыми двигателями, увеличенной дальностью полёта и максимальной взлётной массой.

## Стоимость и эксплуатационные расходы
Стоимость «Грипена» часто была предметом внимания и спекуляций. В 2008 году Saab объявила о снижении прибыли за этот год, частично объяснив это увеличением маркетинговых затрат на самолет.В 2008 году Saab оспорила норвежские расчеты стоимости Gripen NG как завышенные и превышающие реальные показатели существующих операторов. В отчете Института исследований безопасности Европейского Союза за 2007 год говорится, что общие затраты на исследования и разработки Gripen составили 1,84 миллиарда евро. Согласно исследованию Jane's Information Group, проведенному в 2012 году, эксплуатационные расходы «Грипена» были самыми низкими среди нескольких современных истребителей; его стоимость оценивалась в 4700 долларов за час полета. Министерство обороны Швеции оценило стоимость всей программы, состоящей из перевооружения на истребители 60 Gripen E/F, в 90 миллиардов шведских крон, распределённых на период 2013–2042 годов. По оценкам вооружённых сил Швеции, содержание 100 самолётов версий C/D до 2042 года обойдётся в 60 миллиардов шведских крон (6,6 миллиардов евро в 2013 году), а покупка самолётов у иностранного поставщика обойдется в 110 миллиардов шведских крон (12,1 миллиарда евро).

## На вооружении
- Швеция: 96 JAS 39C/D на вооружении и 3 JAS 39E в тестовой эксплуатации по состоянию на 2024 год[12]. В 2013 году заказано 60 единиц JAS 39E, начало поставок было запланировано на 2019 год
- Венгрия: 12 JAS 39C и 2 JAS 39D на вооружении по состоянию на 2024 год[13]
- Чехия: 12 JAS 39C и 2 JAS 39D на вооружении по состоянию на 2024[14]
- ЮАР: 24 JAS 39C/D в наличии, большинство из в небоеготовом состоянии по состоянию на 2024 год[15]
- Таиланд: 7 JAS-39C и 4 JAS-39D на вооружении по состоянию на 2024 год[16]
- Великобритания: один JAS 39D эксплуатируется частной авиашколой лётчиков-испытателей Empire Test Pilots' School.[3]
- Бразилия: 6 JAS-39E в тестовой эксплуатации по состоянию на 2024 год[17]. Всего заказано 100 JAS-39E и 8 JAS-39F, сборка самолётов осуществляется в Бразилии[18].

## Планируемые поставки

### Швейцария
30 ноября 2011 года правительство Швейцарии объявило победителя тендера на поставку 22 истребителей. На поставку новых самолётов ВВС Швейцарии претендовали компании Saab AB (JAS 39 Gripen E), Dassault Aviation (Rafale) и Eurofighter (Eurofighter Typhoon). Данные самолёты прошли испытания и оценку в 2008—2009 гг., однако принятие решения о выборе победителя тендера было перенесено на конец 2011 года.
Сравнительный анализ комиссии ВВС Швейцарии показал, что JAS 39NG Gripen провалил испытания, набрав всего 5,33 балла против 6,48 у Eurofighter Typhoon и 6,98 у Dassault Rafale. Основным показателем в выборе, однако, стали не технические характеристики, а стоимость. По предположению экспертов, 22 Gripen обойдутся швейцарцам в 2,5—2,8 млрд франков (2,7—3,0 млрд долларов). При этом французская компания на сумму 2,7 млрд франков согласилась продать лишь 18 самолётов.
Швейцария планировала приобрести 22 «Грипена», которые должны были бы поступить на вооружение её ВВС к 2017 году. 18 мая 2014 прошёл национальный референдум, на котором гражданам страны было предложено проголосовать за или против приобретения «Грипенов»; по итогам референдума против покупки Gripen E высказались 53,4 % респондентов.

### Бразилия
Тендер FX на поставку 36 самолётов Бразилии начался в 2001 году. Изначальными тремя претендентами были Dassault Rafale (Франция), Eurofighter Typhoon (Германия, Великобритания, Италия, Испания) и JAS 39NG Gripen (Швеция).
В 2009 году военные остановились на самолёте от Saab AB. Однако из-за конфликта мнения военных с президентом победа шведского самолёта была отклонена.
В 2011 году тендер вновь продолжился. В 2013 году бразильцы на этот раз чётко определились с выбором шведского «Грипена» — «Рафаль» был отвергнут из-за слишком высокой цены, а F/A-18E/F - по причине американского кризиса со Сноуденом. Тем самым 18 декабря 2013 года JAS 39NG Gripen вышел победителем из 12-летнего тендера.
Первые 36 самолётов поставит Швеция. Остальные будут производиться в Бразилии по лицензии. Однако, учитывая сегодняшнюю общественно-политическую ситуацию в Бразилии, возникшую вследствие импичмента президенту страны Дилме Русеф в 2016 г., связанного, в том числе, со злоупотреблениями в сфере выделения бюджетных средств на оборону, будущее данного контракта стало выглядеть неопределённым.

### Участие JAS 39 в индийском тендере MMRCA
Индийский тендер MMRCA для ВВС Индии, в котором был выбран самолет Dassault Rafale.
| Название                        | Dassault Rafale                 | Eurofighter Typhoon                                    | F-16IN Super Viper        | F/A-18E/F Super Hornet           | JAS 39 NG(IN) | МиГ-35       |
| ------------------------------- | ------------------------------- | ------------------------------------------------------ | ------------------------- | -------------------------------- | ------------- | ------------ |
|                                 |                                 |                                                        |                           |                                  |               |              |
| Страна                          | Франция                         | Германия · Италия · Испания · Великобритания · Франция | Соединённые Штаты Америки | Соединённые Штаты Америки        | Швеция        | Россия       |
| Производитель                   | Dassault Aviation               | Eurofighter GmbH                                       | Lockheed Martin           | Boeing Defense, Space & Security | Saab AB       | РСК «МиГ»    |
| Длина                           | 15,30 м                         | 15,96 м                                                | 15,03 м                   | 18,31 м                          | 14,10 м       | 17,32 м      |
| Размах крыла                    | 10,90 м                         | 10,95 м                                                | 10,00 м                   | 13,62 м                          | 8,40 м        | 12,00 м      |
| Площадь крыла                   | 45,7 м²                         | 50,0 м²                                                | 27,9 м²                   | 46,5 м²                          | 30,0 м²       | 42,0 м²      |
| Масса пустого                   | 10 000 кг                       | 11 000 кг                                              | 009979 кг                 | 14 552 кг                        | 7100 кг       | 11 000 кг    |
| Масса топлива (без ПТБ)         | 4700 кг                         | 004996 кг                                              | 3265 кг                   | 6780 кг                          | 003360 кг     | 4800 кг      |
| Боевая нагрузка                 | 9500 кг                         | 7500 кг                                                | 7800 кг                   | 8050 кг                          | 005300 кг     | 7000 кг      |
| Узлов подвески вооружения       | 14 (5 для тяжёлого вооружения)  | 13                                                     | 11                        | 11                               | 10            | 10           |
| Максимальная взлётная масса     | 24 500 кг (нормальная — 14 700) | 23 500 кг                                              | 21 800 кг                 | 29 937 кг                        | 14 300 кг     | 23 500 кг    |
| Двигатель                       | 2 × Snecma M88                  | 2 × Eurojet EJ200                                      | 1 × GE F110-132           | 2 × GE F414-400                  | 1 × GE F414G  | 2 × РД-33МКВ |
| Максимальная тяга               | 2 × 50,0 кН                     | 2 × 60,0 кН                                            | 1 × 84,0 кН               | 2 × 62,3 кН                      | 1 × 62,3 кН   | 2 × 53,0 кН  |
| Максимальная тяга на форсаже    | 2 × 75,0 кН                     | 2 × 90,0 кН                                            | 1 × 144,0 кН              | 2 × 98,0 кН                      | 1 × 98,0 кН   | 2 × 88,3 кН  |
| Максимальная скорость на высоте | M=1,8+                          | M=2,25                                                 | M=2,0                     | M=1,8                            | M=2,0         | M=2,25       |
| Боевой радиус                   | 1389 км (с 3-мя ПТБ)            | 1390 км                                                | 550 км                    | 722 км                           | 800 км        | 1000 км      |
| Практический потолок            | 15 240 м                        | 19 812 м                                               | 18 000 м                  | 15 000 м                         | 15 240 м      | 17 500 м     |
| Скороподъёмность                | 305 м/с                         | 315 м/с                                                | 254 м/с                   | 228 м/с                          | 255 м/с       | 330 м/с      |
| Тяговооружённость               | 1,03                            | 1,18                                                   | 1,10                      | 0,93                             | 1,18          | 1,10         |
| Управляемый вектор тяги         | нет                             | нет                                                    | нет                       | нет                              | нет           | есть         |
| БРЛС с АФАР                     | есть                            | есть                                                   | есть                      | есть                             | есть          | есть         |
| Первый полёт                    | 4.07.1986                       | 27.03.1997                                             | 2.02.1974                 | 29.11.1995                       | 9.12.1988     | 24.11.2016   |
| Начало эксплуатации             | 2001                            | 2003                                                   | 1984                      | 2000                             | 1997          | 2019         |
| Стоимость (2011 год)            | 85—124 млн $                    | 120 млн $                                              | 50 млн $                  | 55 млн $                         | 48 млн $      | ~45 млн $    |

### Болгария
26 апреля 2017 года Минобороны Болгарии объявило Saab JAS 39 C/D Gripen победителем в тендере на поставку истребителей, исходя из ценовых соображений. Стоимость новых самолётов оказалась ниже конкурентов: F-16A/B Block 15 и Typhoon, к тому же б/у. Общая стоимость составила 1 млрд левов (510 млн евро) за 8 единиц против 1,5 млрд левов за то же количество Ф-16 или Тайфунов.
Однако контракт не был выполнен. В июле 2019 года болгарским парламентом был одобрен договор на покупку F-16, но президент Болгарии наложил на этот договор вето.

## Тактико-технические характеристики JAS 39 Gripen C (D)

### Технические характеристики
- Экипаж: 1 (2) человека
- Длина: 14,1 (14,8) м[56]
- Размах крыла: 8,4 м
- Высота: 4,5 м
- Площадь крыла: 30 м²
- Масса пустого: 6800 (7100) кг
- Нормальная взлётная масса: 8500 кг
- Максимальная взлётная масса: 14 000 кг
- Масса полезной нагрузки: 5300 кг
- Масса топлива во внутренних баках: 2000 кг
- Масса топлива в ПТБ:
- Двигатель: Вольво Аэро RM12
  - сухая масса двигателя: 1036 кг
  - максимальная тяга: 1×5100 кгс
  - тяга на форсаже: 1×8160 кгс[57]

### Лётные характеристики
- Максимальная скорость на большой высоте: ~ 2200 км/ч (M=1,78)
- Боевой радиус: 800 км
- Практический потолок: 15 240 м[58]
- Скороподъёмность: 255 м/с
- Нагрузка на крыло: 283 кг/м²
- Тяговооружённость: 0,97
- Максимальная эксплуатационная перегрузка: −3/+9 g

### Вооружение
- Пушечное: 1 × 27-мм Mauser BK27 (боезапас — 120 снарядов)
- Ракеты:
  - «воздух—воздух»:
    - 6 × Rb.74 (AIM-9) или Rb 98 (IRIS-T)
    - 4 × Rb.99 (AIM-120) или MICA
    - 4 × Rb.71 (Skyflash) или Meteor

  - «воздух—поверхность»:
    - 4 × Rb.75
    - 2 × KEPD-350
    - 2 × Rbs.15F (противокорабельная ракета)
- Бомбы:
  -     - 4 × GBU-12 Paveway II
    - 2 × Bombkapsel 90 (кассетная бомба)
    - 8 × Mark 82

## В авиасимуляторах
JAS 39 присутствует в игре Jane’s Fighters Anthology, Over G Fighters, War Thunder и Ace Combat X: Skies of Deception. А так же в 
Tom Clancy’s HAWX & HAWX2.

## Аналоги
- General Dynamics F-16 Fighting Falcon
- F/A-18 Hornet
- МиГ-35
- Dassault Rafale
- Eurofighter Typhoon
- Mitsubishi F-2
- AIDC F-CK-1
- Chengdu J-10
- Chengdu JF-17 Thunder
- HAL Tejas